# Федерація футболу Південної Азії
Федерація футболу Південної Азії (англ. South Asian Football Federation - SAFF) — підрозділ і федерація Азійської футбольної конфедерації (АФК), що контролює футбол в країнах Південної Азії. Заснована в 2014 році. Є основною правонаступницею колишньої Федерації футболу Центральної і Південної Азії. Об'єднує національні федерації та асоціації футболу Бангладеш, Бутану, Індії, Мальдіва, Непалу, Пакистану та Шрі-Ланки.

## Країни-учасниці
- Бангладеш
- Бутан
- Індія
- Мальдіви
- Непал
- Пакистан
- Шрі-Ланка